# 貝思納爾綠地和堡 (英國國會選區)

選區在大倫敦的位置

貝夫諾格林和波（英語：Bethnal Green and Bow），英國國會一自治市選區，包括大倫敦的陶爾哈姆萊茨區西北部。首設於1974年，1983年被撤，1997年恢復。
本區一直支持工黨。2010年大選中來自孟加拉國的魯什納拉·阿里以42.9%選票勝出該區，是英國第一批女性穆斯林國會議員之一。